# DDT
|  | For det russiske rockband, se DDT (band) |
DDT (dichlordiphenyltrichlorethan) er et insektbekæmpelsesmiddel.
Det er en isomerblanding, dog hovedsagelig pp'-DDT (1,1,1-trichlor-2,2-bis(4-chlorphenyl)ethan, C14H9Cl5).
Brugen af DDT i Danmark blev forbudt i 1969.
DDT tilhører de klorerede kulbrinter, en gruppe af insekticider som er kendetegnet ved at de kun langsomt nedbrydes i naturen og derved ophobes i fødekæderne. 
DDT blev første gang fremstillet i 1874, men dets giftvirkning mod insekter blev først opdaget i 1939. På grund af stoffets høje giftighed overfor insekter, men lave akutte giftighed overfor mennesker, vandt DDT hurtigt stor udbredelse i landbruget verden over.
Det viste sig i løbet af 1960'erne og 70'erne at anvendelsen af DDT og dets nedbrydningsprodukt DDE (1,1-dichlor-2,2-bis(4-chlorfenyl)ethen, C14H8Cl4) ikke er uproblematisk og har store uønskede sideeffekter. For det første udvikler insektbestande, som udsættes for DDT, hurtigt resistens overfor stoffet. For det andet viste det sig at en del rovfuglearter, især vandrefalken, ophobede høje koncentrationer af DDT. Dette medførte tyndskallede æg med væsentlig nedgang i ungeproduktionen som konsekvens. I det nordøstlige USA uddøde vandrefalken, mens den mange andre steder i verden gik kraftigt tilbage. Rachel Carson påpegede netop dette problem med DDT i hendes bog Silent Spring (da. Det tavse forår) fra 1962.
I dag er anvendelsen af DDT forbudt eller stærkt begrænset de fleste steder i verden, men det anvendes dog stadig i mange ulande, især i forbindelse med bekæmpelse af malariamyg. Begrænsningerne i forbruget af DDT har medført at mange rovfuglebestande nu atter trives. I 2006 begyndte WHO at anbefale brugen af DDT indendørs til bekæmpelse af malaria.